# Stazione di Watford High Street
La stazione di Watford High Street è una stazione situata a Watford nell’Hertfordshire. Occupa una deviazione rispetto alla linea principale appositamente creata per questo impianto. È servita da ogni ora quattro treni suburbani transitanti sulle due direzioni della linea lenta per Watford.

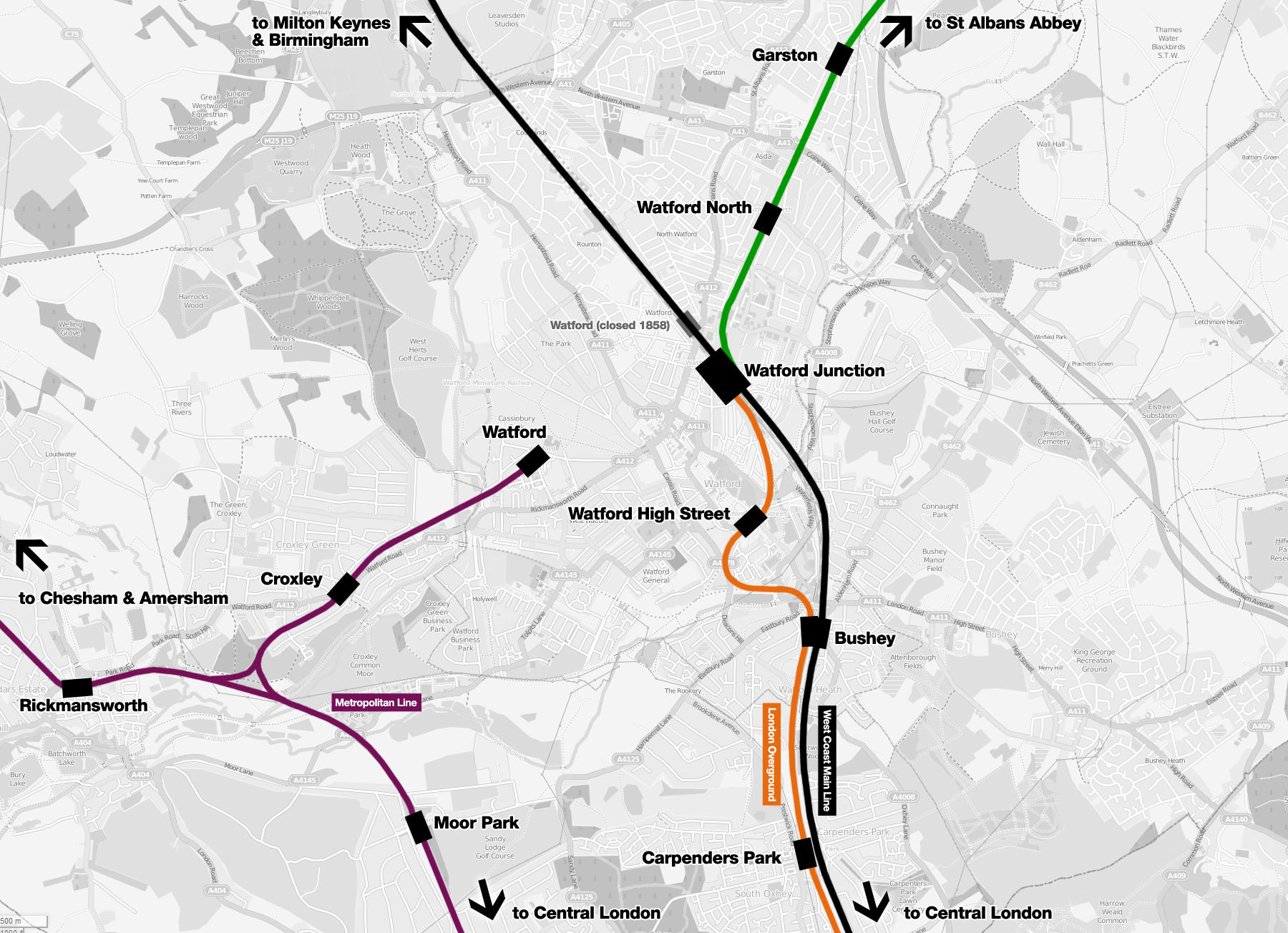
Mappa